# Круг Выготского
«Круг Выго́тского» (иначе: «Круг Выго́тского — Лу́рии») — группа учёных и система неформальных транснациональных личных связей деятелей науки и культуры, объединённых Львом Выготским и Александром Лурией. В группу входили психологи, педагоги, психиатры, физиологи и неврологи преимущественно из Москвы, Ленинграда и Харькова (и, отчасти, из Средней Азии и Грузии). Участниками круга на его периферии были также и кинорежиссёр Сергей Эйзенштейн и немецко-американские психологи Курт Левин и Курт Коффка. В разное время «круг» включал в себя более 40 научных, медицинских и партийно-административных работников, а также деятелей образования и культуры.

## История
Так называемый «круг Выготского» начал формироваться в 1924 году, когда Л. С. Выготский переехал из Гомеля в Москву. Там в Институте психологии он знакомится с аспирантами Л. В. Занковым, И. М. Соловьёвым, Л. С. Сахаровым, и Б. Е. Варшавой, начинает работать с А. Р. Лурией.
В 1931 году группа московских психологов «круга» временно перебрались в Харьков для содействия в организации научной работы в психологическом секторе Украинской психоневрологической академии (УПНА): изначально предполагалось, что на базе Сектора психологии УПНА будет вскоре создан Институт психологии при Академии, но этим планам так и не суждено было реализоваться. Московское ядро составили А. Р. Лурия (официальный руководитель всего проекта в качестве директора Сектора психологии), М. С. Лебединский (заведующий Отделом клинической психологии) и А. Н. Леонтьев (заведующий Отделом генетической психологии). Из Москвы в Харьков переехали А. В. Запорожец и Л. И. Божович. Харьков представлял П. Я. Гальперин (заведующий Отделом общей психологии), Ф. В. Бассин и др. В историю данное сотрудничество вошло под названием «Харьковская группа».
«Круг» постепенно разрастается. В 1934 году Выготский умирает, но сотрудничество продолжается под руководством А. Р. Лурии и А. Н. Леонтьева. С начала войны в 1941 году связь между членами группы частично теряется и после войны поддерживается эпизодически. Группа распадается.

## Идея
«Круг Выготского» создавался по принципу групповой динамики, при котором образуется группа единомышленников для решения общих проблем и принятия коллективных решений. Конструктивный диалог между участниками влияет на формирование конкретных суждений и системы знаний. Подобными группами являются, например, Московский, Пражский и Копенгагенский лингвистические кружки или так называемый «Круг Бахтина» (The Bakhtin Circle).

## Влияние
Работа группы касалась теории социальных и межличностных отношений, практики эмпирических научных исследований. Благодаря работе «круга» развилось новое направление в психологии — культурно-историческая психология. В довоенный период участники группы начали синтез идей «инструментальной» психологии Выготского — Лурии с теоретическими построениями немецко-американской гештальт-теории, но, по тем или иным причинам, эта работа была прервана к началу 1940-х годов.

## Участники круга
| - В. А. Артёмов; - Р. А. Авербух; - Ф. В. Бассин; - Н. А. Бернштейн; - Э. С. Бейн; - Г. В. Биренбаум; - Р. М. Боскис; - Л. И. Божович; - Б. Е. Варшава; - К. И. Вересотская; - С. Г. Геллерштейн; - Л. С. Гешелина; - И. И. Данюшевский; - Н. Ф. Добрынин; - Л. В. Занков; | - А. В. Запорожец; - Б. В. Зейгарник; - Н. Н. Каулина; - В. М. Коган; - Т. Е. Конникова; - Ю. В. Котелова; - К. Коффка; - М. С. Лебединский; - К. Левин; - М. А. Левина; - А. Н. Леонтьев; - А. Р. Лурия; - Н. А. Менчинская; - Н. Г. Морозова; - Е. И. Пашковская; | - М. С. Певзнер; - Н. В. Самухин; - Л. С. Сахаров; - Л. С. Славина; - И. М. Соловьёв; - Ф. И. Фрадкина; - А. А. Шеин; - Ф. Н. Шемякин; - Ж. И. Шиф; - В. Ф. Шмидт; - М. Б. Эйдинова; - С. М. Эйзенштейн; - Д. Б. Эльконин; |